# 玛乔丽·克拉克
玛乔丽·克拉克（英語：Marjorie Clark，1909年11月6日—1993年6月15日），南非女子田径运动员。她曾代表南非参加1928年和1932年夏季奥林匹克运动会田径比赛，其中1932年奥运会获得一枚铜牌。